# Singa (Huánuco)
Singa es una localidad peruana, en el departamento de Huánuco.

## Localización Geográfica

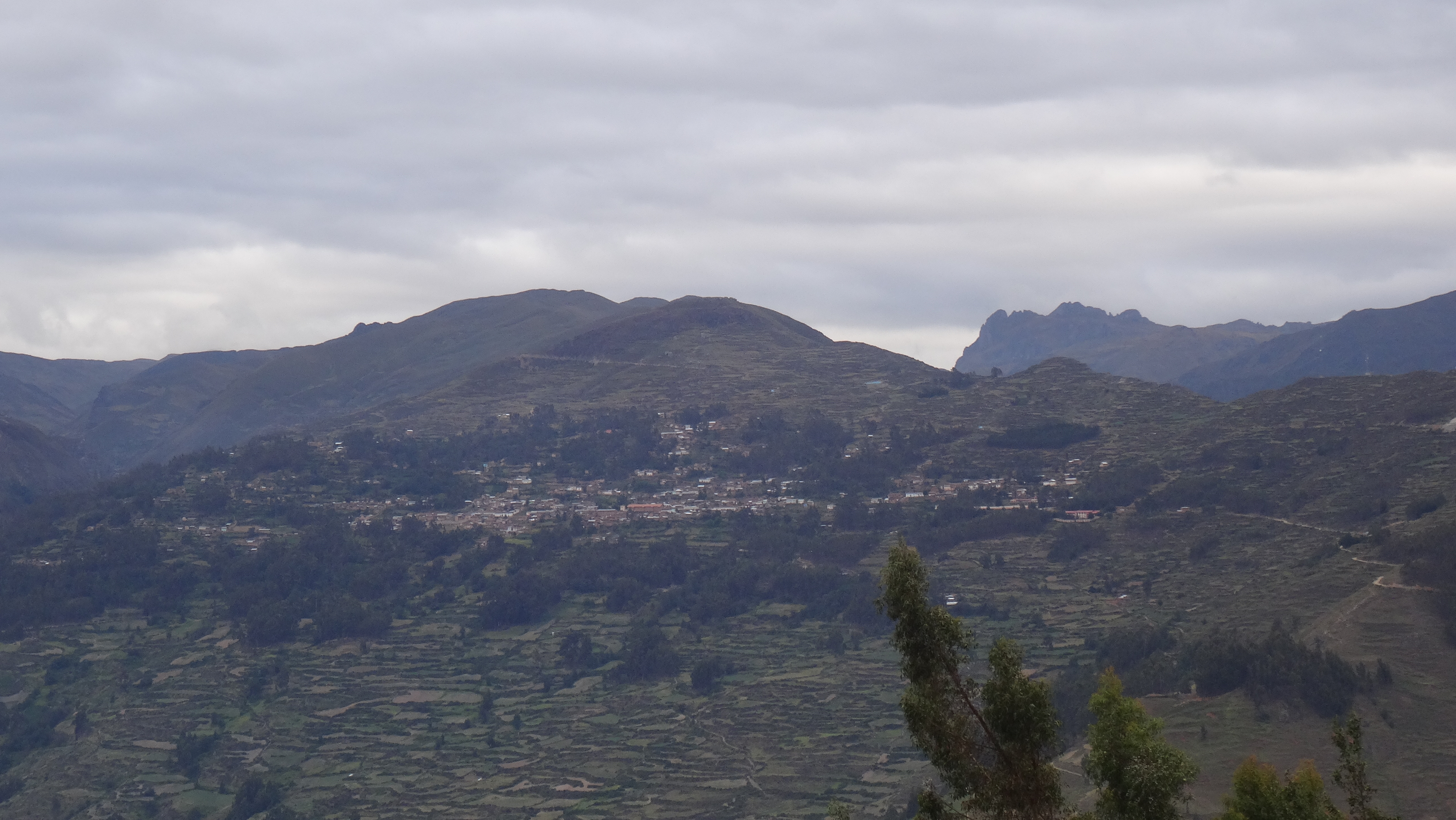
Singa vista desde la trocha Chavín de Pariarca - Tantamayo, emplazado sobre el cerro Antarragra en vista de primer plano y al fondo a la derecha el cerro Paucar.

Principal núcleo urbano y capital del distrito homónimo en la provincia huanuqueña de Huamalíes, se localiza al sureste del distrito mencionado emplazándose a una altitud promedio de 3625 m s. n. m. sobre el flanco suroriental de la montaña Antarragra cuya pendiente es abrupta y cuya base es la orilla sur de un riachuelo descendente y que es afluente del río Marañón (2750 m s. n. m.), razón por el cual se localiza en el espacio geográfico denominado Alto Marañón.
Es la última capital distrital huanuqueña sobre el margen oeste del río Marañón, puesto que el distrito del que es cabecera, de sur a norte (sentido de recorrido del Marañón) es el territorio hasta donde tanto el departamento de Huánuco como la provincia de Huamalíes ocupan ambos márgenes  del Marañón, siendo así la entidad huanuqueña más septentrional en el margen oeste del río mencionado.

## Distancias viales
Dista de la ciudad de Huánuco, su capital departamental aproximadamente 207 km y de la ciudad de Llata su capital provincial 40 km.

## Clima
Por su altitud, la ciudad posee el clima de la ecorregión Suni que es subalpino. La estación lluviosa (invierno) con precipitaciones de lluvia y granizo es desde los meses de octubre hasta marzo y la estación seca (verano) es desde los meses de mayo hasta agosto.
Durante las horas diurnas si el cielo esta despejado el brillo solar es muy intenso y a causa la sequedad atmosférica presente la diferencia de temperatura entre la intemperie y el interior es grande. En horas del atardecer la temperatura desciende siendo la noche fría.

## Descripción Urbanística
Por estar emplazado en una ladera de fuerte pendiente, el plano de la ciudad es inclinado en sentido sureste - noroeste.